# Artabotrys aeneus
Artabotrys aeneus är en kirimojaväxtart som beskrevs av Suzanne Ast. Artabotrys aeneus ingår i släktet Artabotrys och familjen kirimojaväxter. Inga underarter finns listade i Catalogue of Life.